# Hans-Hugold von Schwerin
Hans-Hugold von Schwerin (Skarhultesatesgard, cerca de Malmö, 17 de septiembre de 1853 - Lund, 18 de diciembre de 1912) fue un geógrafo y explorador sueco. 

## Biografía
Fue hijo del barón Charles von Schwerin y de Ingeborg Rosenkrantz. Se doctoró en filosofía en 1884 en la Universidad de Lund y de 1879 a 1887 trabajó como bibliotecario de esta universidad. Schwerin estuvo muy interesado en la antropología y fue delegado de varias sociedades científicas suecas en congresos mundiales. En 1885, el gobierno sueco le encargó que informara sobre las posibles oportunidades para Suecia en la cuenca del río Congo. Asimismo, la Sociedad de Geografía y Antropología de Estocolmo le comisionó para estudiar cuestiones de meteorología, botánica y mineralogía durante esos viajes por África.
Antes de partir hacia África, Schwerin pasó quince días en Bélgica, donde fue recibido por el rey Leopoldo II, que estaba desarrollando su programa colonial los territorios africanos. También se comprometió con el director del Movimiento Geográfico de Bruselas para enviarle su diario de ruta y sus informes.  
En noviembre de 1885, viajó desde Amberes hasta el Congo, y comenzó sus exploraciones por el río Kasai, en Luebo, utilizando para ello el barco Peace. Schwerin preparó informes geográficos, observando el régimen hidrográfico de los ríos, el clima y la extensión de los bosques y la sabana. A su regreso del Kasai, se instaló en Kinshasa.
En julio de 1886, Schwerin realizó un segundo viaje; salió de Kinshasa, remontó el río Congo en el barco Stanley y en agosto llegó a las cataratas Boyoma, pasando por la región de Mankanza. Durante el viaje, estudió especialmente las características de la selva ecuatorial. Partió de las cataratas a finales de agosto y regresó río abajo con bastante rapidez hasta Kinshasa, donde preparó y envió su informe al Movimiento Geográfico, tal como había prometido.
Organizó una tercera expedición, esta vez usando en piraguas para recorrer las orillas del lago Pool Malebo, explorando los canales entre los bancos de arena y las islas bajas, realizando sondeos y estudiando las corrientes. Luego recorrió a pie el territorio Manguele, situado al sur del lago, una tierra de sabanas dividida por vastos bosques que Schwerin comparó con el Parque Yellowstone. Después regresó a Kinshasa y partió de nuevo al poco tiempo, emprendiendo la exploración del río Inkisi, afluente por la izquierda del río Congo. Fue uno de los primeros visitantes europeos en llegar a estas regiones y fue bien recibido por el pueblo kongo, aunque algunos jefes se molestaron porque había descubierto los depósitos de marfil y las rutas de comercio que se usaban en la zona.
De febrero a marzo de 1887, realizó varias excursiones partiendo de la desembocadura del río Congo por las provincias poco conocidas de la costa atlántica africana, llegando hasta Boma. Durante uno de estos últimos viajes reconoció, junto al portugués F. de França, el padrão erigido en Matadi por el explorador portugués Diogo Cão en 1485 como prueba de su paso por estas costas.
Al regresar a Europa en 1887, fue nombrado por Leopoldo II cónsul del Estado Libre del Congo en Lund, con jurisdicción sobre Suecia, Noruega y Dinamarca. Donó valiosas colecciones etnográficas a la Academia de Ciencias de Estocolmo y terminó su carrera como profesor de geografía y economía política en la Universidad de Lund.